# The Chosen (série télévisée)
Pour les articles homonymes, voir The Chosen.
The Chosen (en français, L'Élu ou Les Élus) est une série télévisée américaine diffusée depuis le 24 décembre 2017 et retraçant la vie de Jésus-Christ selon les évangiles tout en adaptant le récit.
Une des caractéristiques notables de cette série est que son financement s'est effectué à travers une opération de financement participatif.
La série est diffusée en France à partir de décembre 2021 sur C8 et sur la plateforme MyCanal. À partir de février 2023, la première saison était également disponible sur Netflix. Aux États-Unis, la série est diffusée depuis le 16 juillet 2023 sur le réseau The CW.

## Genèse
Le projet du créateur Dallas Jenkins (en) est de profiter du format de série, qui permet des développements bien plus importants qu'un film, pour montrer à l'écran des passages des évangiles encore peu ou pas exploités. Mais, ne disposant pas du financement nécessaire à un tel projet, Jenkins se tourne vers un financement participatif ; début 2019, cet appel aux dons a déjà permis de réunir 10,3 millions de dollars, sur un total de treize prévus, ce qui en fait à cette date le financement participatif d'une série télévisée ayant rencontré le plus grand succès,,.

## Production
La série est distribuée par VidAngel (en) et en France par Saje Distribution et Première partie.

## Synopsis
La première saison se déroule dans la Galilée du 1er siècle, où Jésus commence à construire un groupe pour son ministère, invitant plusieurs personnes d’origines différentes.  Alors qu’il accomplit ses premiers miracles, Jésus appelle la femme rachetée Marie-Madeleine ; le tailleur de pierre Thaddée ; le membre de la chorale Jacques le mineur ; les pêcheurs Simon, André, Jacques le majeur et Jean ; le traiteur Thomas et la vigneronne Ramah ; et le publicain Matthieu pour le suivre. Alors que le groupe voyage à travers la Samarie et après sa rencontre avec Nicodème, Jésus commence son ministère public après s’être révélé à Photina, une femme samaritaine.
Commençant en Samarie, la deuxième saison se déplace dans les régions voisines telles que la Syrie et la Judée, où Jésus continue à construire son groupe d’étudiants.  Alors qu’il continue à accomplir des miracles tout en se préparant pour un sermon important, Jésus appelle en outre Philippe, le disciple de Jean le Baptiste, l’architecte Nathanaël et le zélote Simon le Cananéen. Alors que la nouvelle de Jésus continue de se répandre dans toute la région il rencontre à la fois des opportunités et des difficultés.  La saison culmine avec les préparatifs du Sermon sur la montagne, avec l’aide de l’apprenti en commerce Judas Iscariote.
Le groupe retourne à Capharnaüm dans la troisième saison, avec la popularité croissante de Jésus troublant différents groupes sociaux et politiques, y compris les Romains et les Pharisiens,.  Après le Sermon sur la montagne, Jésus envoie ses douze apôtres, deux par deux, prêcher et accomplir des miracles sans lui, ce qui conduit les disciples à faire face à leur plus grand défi à ce jour. Jésus retourne ensuite dans sa ville natale, Nazareth, ce qui entraîne un changement dans son ministère l’année de sa popularité. À la fin de la saison, à la Décapole et sur la mer de Galilée, Jésus nourrit des milliers de personnes avec des pains et des poissons, puis marche sur l’eau.

## Fiche technique
- Titre original : The Chosen (trad. litt. : L'Élu)
- Autres titres : The Sheperd (trad. litt. : Le Berger)
- Créateurs : Dallas Jenkins (en)
- Société de production : Out of Order Studios
- Sociétés de distribution (pour la télévision et DVD) : (États-Unis) : BYUtv, VidAngel (en)
- Photographie : Akis Konstantakopoulos
- Montage : John Quinn
- Musique : Dan Haseltine (en)
Matthew S. Nelson
- Direction artistique : William Matthews
- Adaptation des dialogues :
- Format : couleur - 2.00 : 1 - son : stéréo
- Pays d’origine : États-Unis
- Langue : anglais
- Genre : Biographie, drame historique
- Durée : 54 minutes
- Dates de diffusion :
  -  États-Unis : 25 décembre 2017
  -  France : 20 décembre 2021 (internet)

## Distribution

### Personnages principaux
- Jonathan Roumie (en) (VF : Adrien Antoine) : Jésus de Nazareth
- Shahar Isaac (VF : Jim Redler) : Simon Pierre
- Elizabeth Tabish (VF : Déborah Claude) : Marie de Magdala
- Paras Patel (VF : Maxime Baudouin) : Matthieu
- Noah James : André
- George Harrison Xanthis (VF : Juan Llorca) : Jean, fils de Zébédée
- Jordan Walker Ross (VF : Philippe Bozo) : Jacques le Mineur
- Abe Bueno-Jallad (VF : Max Geller) : Jacques le Majeur (saisons 2–4)
- Joey Vahedi : Thomas, un ancien traiteur (saisons 2–4, invité saison 1)
- Janis Dardaris (VF : Anne Plumet) : Zohara, la femme de Nicodème (saison 1)
- Giavani Cairo (VF : Marc Maurille) : Thaddée, un ancien tailleur de pierre de Bethsaïde
- Alaa Safi (VF : lui-même) : Simon le Cananéen (saisons 2–4)
- Austin Reed Alleman (VF : Thomas Roditi) : Nathanaël (saisons 2–4)
- Luke Dimyan (VF : Fabrice Fara) : Judas Iscariote (saisons 3–4, invité saison 2)
- Yoshi Barrigas (VF : Arnaud Arbessier) : Philippe (saisons 2–3)
- Reza Diako : Philippe (saison 4)
- Shayan Sobhian (VF : Max Geller) : Jacques le Majeur (saison 1, épisodes 1–4)
- Kian Kavousi (VF : Max Geller) : Jacques le Majeur (saison 1, épisodes 5–8)
- Vanessa Benavente (VF : Pascale Chemin) : Marie, la mère de Jésus (saisons 2–4, invitée saison 1)

### Personnages récurrents
- Erick Avari (VF : Gérard Darier) : Nicodème (saison 1)
- Nick Shakoour (VF : Mathieu Buscatto) : Zébédée
- Lara Silva (VF : Sandra Valentin) : Eden, la femme de Simon Pierre (saisons 1, 3 et 4, invitée saison 2)
- Shaan Sharma (VF : Xavier Fagnon) : Shmuel, un pharisien de Capharnaüm et un des étudiants de Nicodème
- Aalok Mehta (VF : Guy Vouillot) : Barnabé
- Anne Beyer (VF : Anne-Bérengère Pelluau) : Shula
- Kirk B. R. Woller (en) (VF : Vincent Violette) : Gaius, un centurion romain et associé de Matthieu (saisons 1, 3 et 4, récurrent saison 2)
- Yasmine Al-Bustami (VF : Jade Jonot) : Ramah, une vigneronne (saisons 2–4, invitée saison 1)
- Brandon Potter (en) (VF : Stéphane Ronchewski) : Quintus, un magistrat romain de Capharnaüm et Préteur de Galilée (saisons 1, 3 et 4, récurrent saison 2)
- Ivan Jasso (VF : Igor Chometowski) : Yussif (saisons 3–4, récurrent saisons 1–2)
- Amber Shana Williams (VF : Amélia Ewu) : Tamar (saisons 3–4, récurrente saison 2, invitée saison 1)
- Elijah Alexander (VF : Paul Borne): Atticus Aemilius Pulcher (saisons 3–4, récurrent saison 2)
- David Amito (VF : Thibaut Lacour) : Jean le Baptiste (saison 4, récurrent saisons 1–3)
- Vanessa DeSilvio (VF : Marie Bouvet) : Photina, la femme samaritaine
- Amy Bailey (VF : Sybille Tureau) : Jeanne

Doublage : version française réalisée par les sociétés de doublage : Titra Film
Source : RS Doublage

## Saisons
L'objectif visé par Dallas Jenkins est de tourner sept saisons,.

### Épisode pilote
L'épisode pilote, intitulé Le Berger, est diffusé dès le 24 décembre 2017 et présente la Nativité.

### Première saison

#### Épisode 1: Je t'ai appelé par ton nom
(Luc 8, 1-3)
Dans ce premier épisode, Jésus délivre une femme surnommée Lilith de ses sept démons. Lilith s'appelait en réalité Marie, à la suite d'un viol qu'elle a subi de la part d’un centurion, elle a sombré. Le rabbin Nicodème a essayé d'exorciser Lilith. Or, l'entreprise n'a pas été concluante. Jésus, alors inconnu puisque « son heure n'est pas encore venue », prononce un verset d'Esaïe : « Ainsi parle maintenant l'Éternel, qui t'a créé, ô Jacob! Celui qui t'a formé, ô Israël! Ne crains rien, car je te rachète, Je t'appelle par ton nom : tu es à moi ! ». Un verset que le père de Marie-Madeleine lui avait enseigné lorsqu'elle était enfant. Lilith se souvenait de ce moment partagé avec son père, elle se rappelait également de la mort de celui-ci, dans son sommeil. Lorsque Jésus a prononcé ce verset, Marie-Madeleine s'est mise a pleurer. Sa vie a totalement changé à la suite de sa rencontre avec Jésus, elle est devenue une nouvelle personne.

#### Épisode 2: Shabbat
Après avoir été délivrée, Lilith se révèle être Marie-Madeleine et goûte aux joies de pouvoir célébrer de nouveau Shabbat, après tant d'années. Elle prépare cette célébration en invitant auprès d'elle Barnabé, Jacques et Thadée. Jésus s'invite à la célébration avec Marie. Simon s'apprête à vendre aux romains les pêcheurs  qui travaillent durant le Shabbat.

#### Épisode 3: Laissez venir à moi les petits enfants
Une petite fille, Abigail se baladant près de la rivière, découvre le campement de Jésus à proximité de Capharnaüm. Ayant peur, elle revient le lendemain avec un ami, Joshua, Jésus leur parle gentiment et leur offre de la nourriture. Le lendemain, ils sont plusieurs enfants à être venus le voir. Au travers de différents jeux de questions-réponses, Jésus délivre son message à venir, ne travaillant pas comme simple charpentier pour les riches mais ayant un plus grand métier pour l'ensemble.

#### Épisode 4: Le rocher sur lequel il est bâti
(Luc 5, 1-11)
Simon Pierre traverse une période difficile, accablé par des dettes et des pressions. Il tente de pêcher illégalement pour payer ses dettes fiscales, mais une nuit de pêche infructueuse le laisse découragé. Au bord du lac, Jésus lui demande de jeter ses filets une dernière fois. Simon, malgré son scepticisme, obéit et découvre une pêche miraculeuse qui remplit ses filets. Profondément touché et reconnaissant la puissance divine de Jésus, Simon se sent indigne mais accepte l'appel de Jésus à devenir son disciple, devenant ainsi un « pêcheur d'hommes ». Cet événement marque le début de la formation du groupe des apôtres autour de Jésus.

#### Épisode 5: Le cadeau de mariage
(Jean 2, 1-12)
Jésus et ses disciples sont invités à un mariage à Cana. Lorsque le vin vient à manquer, Marie, la mère de Jésus, lui demande d'aider. Jésus, après une brève hésitation, demande aux serviteurs de remplir des jarres d'eau. Peu après, l'eau est miraculeusement transformée en vin de haute qualité, sauvant ainsi la fête du mariage. Ce miracle, le premier de Jésus en public, révèle sa puissance divine et renforce la foi de ses disciples, marquant un tournant significatif dans son ministère.

#### Épisode 6: Compassion  indescriptible
Jésus rencontre un lépreux qui le supplie de le guérir. Ignorant les craintes de ses disciples, Jésus touche le lépreux avec compassion et le guérit instantanément. Plus tard, à Capharnaüm, une grande foule se rassemble autour de Jésus. Des amis amènent un paralytique, mais ne pouvant pas atteindre Jésus à cause de la foule, ils font un trou dans le toit et descendent l'homme devant lui. Impressionné par leur foi, Jésus pardonne les péchés du paralytique et le guérit, lui permettant de marcher à nouveau. Les miracles de guérison de Jésus renforcent la foi des disciples et attirent l'attention de nombreux témoins.

#### Épisode 7: Invitations
Quintus se sent menacé par Jésus, le nouveau prédicateur, et demande à Nicodème de le rencontrer et de lui faire son compte-rendu.

#### Épisode 8: C'est moi
Tandis que Matthieu organise un dîner chez lui avec Jésus et les autres disciples, Nicodème hésite sur la voie à suivre.

### Deuxième saison
Épisode 1 : Tonnerre
Épisode 2 : Je t'ai vu
Épisode 3 : Matthieu 4:24
Épisode 4 : L'occasion parfaite
Épisode 5 : Esprit
Épisode 6 : Illicite
Épisode 7 : Jugement dernier
Épisode 8 : Au delà des montagnes

### Troisième saison

#### Épisode 1: Retour au foyer
En prononçant son bouleversant sermon, Jésus conquiert plus de fidèles, mais aussi plus d'ennemis. Douze disciples sont prêts à le suivre jusqu'au bout du monde. Cependant, suivre Jésus a un prix et tous doivent surmonter des épreuves.

#### Épisode 2: Deux par deux
De plus en plus de pèlerins rallient Capharnaüm pour voir Jésus, ce qui redessine les lignes de la ville. Atticus Aemilius rencontre Simon et lui propose une alliance pour éliminer les Zélotes. De son côté, Jésus envoie les apôtres en mission.

#### Épisode 3: Médecin, guéris-toi
Jésus est de retour à Nazareth, où il retrouve sa mère Marie à qui il raconte ses échanges avec ses disciples. Il revoit également Lazare, Marie et Marthe, ses amis d'enfance, ainsi que les parents du marié des noces de Cana.

#### Épisode 4: Nettoyage, partie 1
Allant toujours par deux, les apôtres suivent les commandements de Jésus : ils soignent, repoussent les démons et annoncent le royaume de Dieu. De son côté, Yussif est pressé par Rome de trouver comment gérer les eaux usées.

#### Épisode 5: Nettoyage, Partie 2
Alors que Simon et Gaius tentent de régler la question de l'eau à Capharnaüm, Nathanael et Jacques permettent à Véronique de rencontre Jésus. Jairus insiste pour que Yussif le présente à Jésus.

#### Épisode 6: Intensité dans la ville de tentes
André et Philippe découvrent qu'ils doivent revenir à Naveh, où leur précédente mission a tourné au désastre. Pendant ce temps, Atticus Aemilius rencontre Ponce Pilate pour parler de Jésus.

#### Épisode 7: Des Oreilles pour entendre
Impuissants face à une crise, André et Philippe doivent se résoudre à demander l'aide de Jésus. Marie Madeleine demande des comptes à Matthieu.

#### Épisode 8: Subsistance
Des Grecs, des Arabes et des Juifs accourent pour s'en prendre à Jésus, mais après son prêche, ils évoquent les détresses qu'ils rencontrent. Alors que les paraboles s'enchaînent, les disciples réalisent qu'il va falloir nourrir la foule rassemblée.

### Quatrième saison

#### Épisode 1: Promesses
(Matthieu 14: 1-12) (Marc 6 : 14-29) (Luc 1: 5-80)
Alors que Jean-Baptiste, le cousin de Jésus, est enfermé et enchaîné à cause d'Hérodiade, la nouvelle femme d'Hérode, ce dernier va organiser un grand festin à l'occasion de son anniversaire. Pendant la fête, Hérode va faire une promesse devant tous ses invités qui va l'obliger à commettre un acte contre sa volonté.

#### Épisode 2: Confessions
Jésus et André font leur deuil

### Cinquième saison
La saison 5 sera disponible en France à l'été 2025.
Les deux premiers épisodes ont été diffusés dans des cinémas partenaires les 11 et 13 avril.

## Diffusion

### Streaming
Initialement visible par un abonnement aux services de VidAngel ou via l'achat du DVD, la série connaissait une audience relativement faible. À l'occasion de la pandémie de Covid-19, la série a été rendue disponible gratuitement via l'application de VidAngel, ce qui a alors fortement augmenté les audiences et les revenus. Ainsi, le modèle participatif a été retenu comme financement principal de la série. Disponible via les services de VidAngel gratuitement, la distribution de la série s'appuie également sur des plateformes tel que Facebook ou Youtube pour réaliser les diffusions initiales.
En dehors des services de VidAngel, la série a tout d'abord été diffusée exclusivement par BYU TV qui a participé à la production de la série. La série a ensuite été diffusée via des sites de streaming d'orientation chrétienne puis, en 2021, la série est devenue disponible sur les plateformes tel que Amazon Prime ou, TBN et en francophonie sur EMCI TV. La série est diffusée depuis 2022 sur Netflix ainsi que le service de streaming de Canal+ en France.

### En France
En France, huit épisodes de la série sont diffusés en décembre 2021 sur la chaîne C8. La première soirée (4 épisodes diffusés le lundi 20) aurait attiré près de 500 000 téléspectateurs, pour environ 300 000 la semaine suivante. La saison 2 est diffusée le 17 décembre 2022 en une seule soirée.

### À l'international
Ayant pour objectif une large diffusion internationale, une association à but non lucrative, The Come and See Foundation, participe à la traduction de la série et à son sous-titrage. Actuellement, la saison 1 est disponible dans douze langues différentes et sous-titrées en soixante-deux langues.

## Réception

### Critique
Le Parisien estime que « les personnages sont crédibles, l’interprétation tient la route ». Toutefois, le journal relève qu'il est nécessaire d'avoir « une connaissance approfondie des évangiles » pour comprendre « certains enjeux, plutôt complexes ». La mise en scène, toujours d'après le journal parisien, « multiplie les effets faciles : une musique insistante lors de scènes cruciales, ou un Jésus qui n'apparaît qu'en toute fin de chaque épisode ».
L'acteur principal Jonathan Roumie (en) estime que le protagoniste principal de la série n'est pas Jésus mais ceux qu'il rencontre lors de ses prises de paroles ou miracles. Ce choix scénaristique a été fait notamment parce qu'il est plus facile pour le téléspectateur de s'identifier à ces personnes qu'à Jésus lui-même.
Chez les chrétiens, la série suscite certaines controverses. Elle est parfois accusée d'ajouter des éléments extra-bibliques. Certains doutent de l'authenticité de la série par rapport aux évangiles, déclarent que tout ce qui y est mentionné ne doit pas constamment être considéré comme venant de La Bible et que celle-ci doit être priorisée en ce qui concerne la connaissance de l'Évangile. Néanmoins, quelques uns ne doutent pas du fait qu'elle peut initier des non-chrétiens à l'Évangile bien qu'elle soit une adaptation. La série est également accusée de faire l'apologie du Mormonisme par certains chrétiens.

### Audience
L'audience globale de l'épisode pilote est de quinze millions de téléspectateurs.
En juillet 2021, VidAngel estime que l'audience cumulée des deux saisons diffusées dépasse deux cent millions de vues. En décembre de la même année, ce nombre est estimé à trois cent vingt millions,,.

## Récompense
| Année | Prix       | Catégorie                       | Intitulé   | Résultat |
| ----- | ---------- | ------------------------------- | ---------- | -------- |
| 2022  | Dove Award | Film/série inspirant de l'année | The Chosen | Lauréat  |